# Emilián Schrabal
Emilián Schrabal, křtěný Emilián (29. září 1895 Slaný – 10. září 1954 České Budějovice) byl český malíř, kreslíř a karikaturista – samouk.

## Život a dílo
Narodil se ve Slaném v rodině přednosty železniční stanice Jana Schrabala a jeho manželky Žofie, rozené Schwarzové. V rodném městě vystudoval gymnázium a nastoupil stejně jako jeho otec do služeb státních drah. Od roku 1924 pracoval jako revident státních drah v Českých Budějovicích, kde byl dvakrát ženat. Poprvé se roku 1924 oženil s Marií roz. Hanzlíkovou), podruhé v roce 1945. Jeho bratr Vilém Schrabal podnikal v Českých Budějovicích: na Náměstí Svobody vlastnil Sportovní dům, v němž kromě sportovních potřeb prodával také auta a motocykly.
Schrabal byl malířem a kreslířem samoukem. Kreslil karikatury a koloroval je akvarelem, většinou na čtvrtky formátu A4 s podkresbou černou tuší. Náměty své práce čerpal především ze svého pracovního a denního života a formou karikatur  je řadil do tematických, hlavně dopravních, sportovních (skauti) a turistických souborů. Inspiroval se stylizací a deformací figurek karikatur svých vrstevníků Františka Bidla, komiksy jako Pepek námořník od  E. C. Segara a Chaplinovými groteskami. Překvapivé je, jak brzy na své vzory reagoval. 
Ve třicátých a v první polovině čtyřicátých let byl velmi populární, jeho karikatury vycházely tiskem v tematických sériích jako pohlednice, například u Svazu českých turistů, ale také v německé edici. Německé pohlednice se mohly stát důvodem, proč po roce 1945 jeho publikace náhle ustaly a jeho tvorba byla na dlouho zapomenuta. Například Encyklopedie Českých Budějovic jeho existenci a práci vůbec nezaznamenala. Oživily ji teprve kresby od soukromých sběratelů v aukcích posledních dvou desetiletí.
Schrabal dále kreslil realistické přírodovědné ilustrace zvířat, o jejichž uplatnění zatím není nic známo.

## Galerie

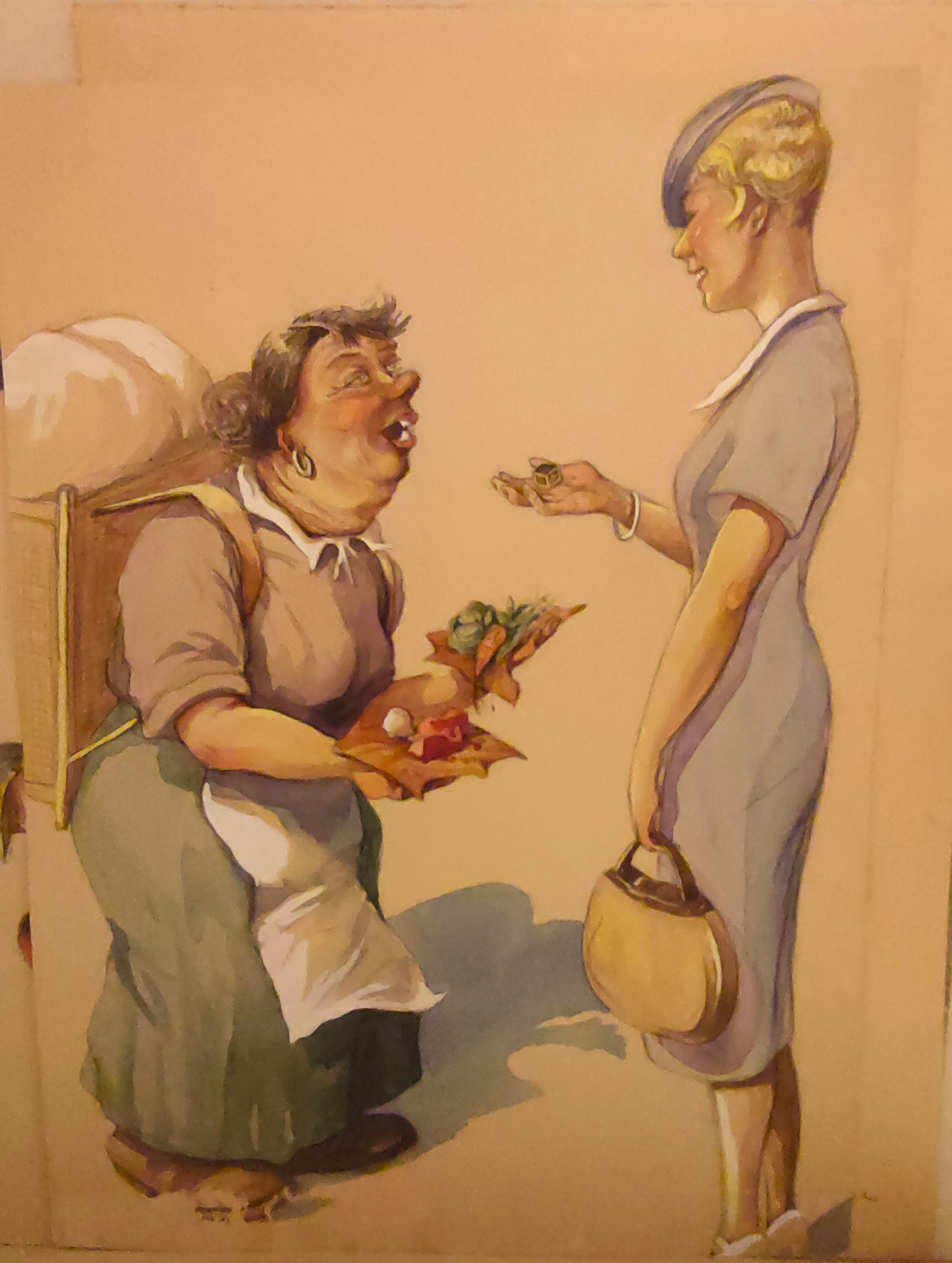
Dáma a obchodnice
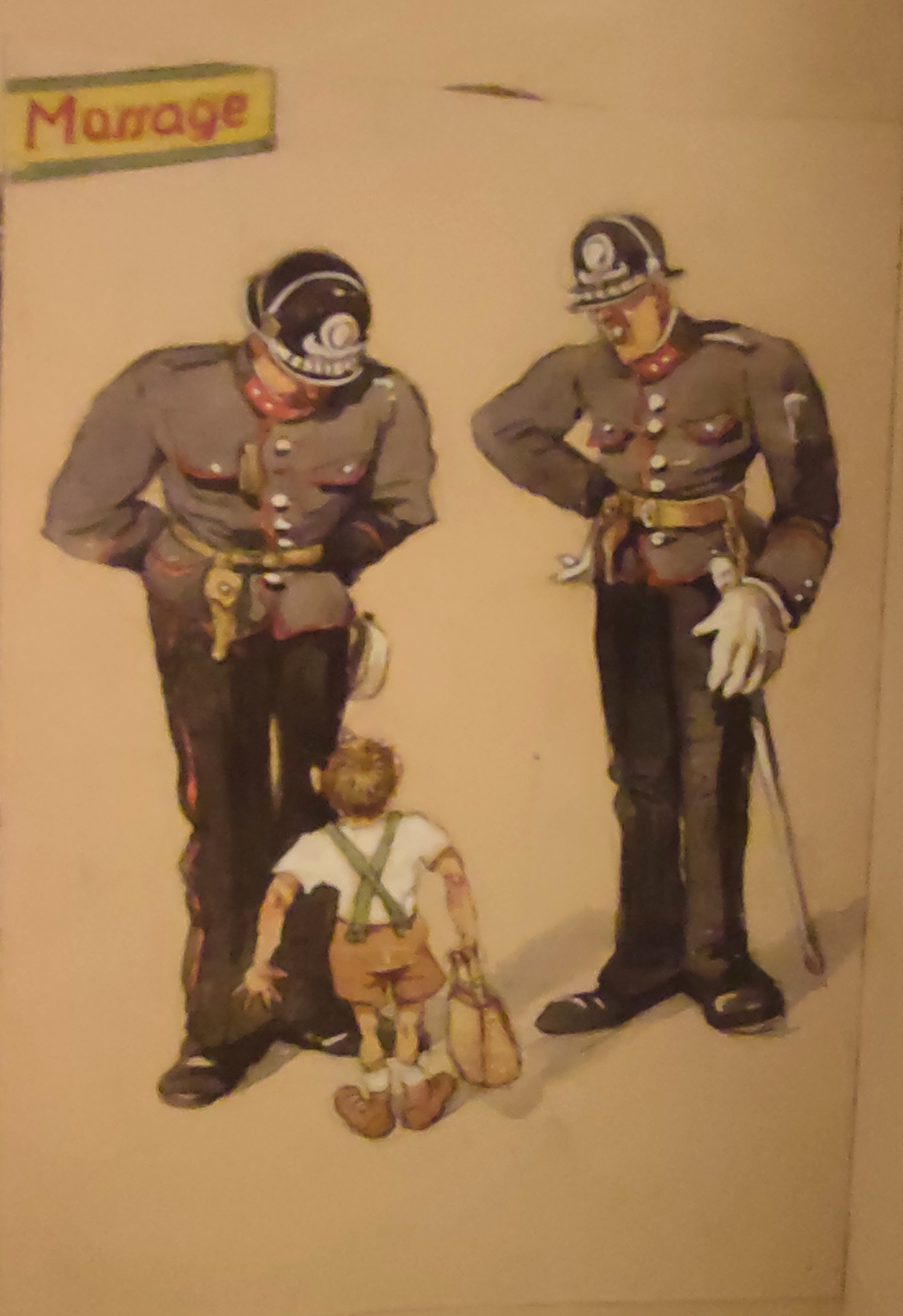
Chlapec a policisté
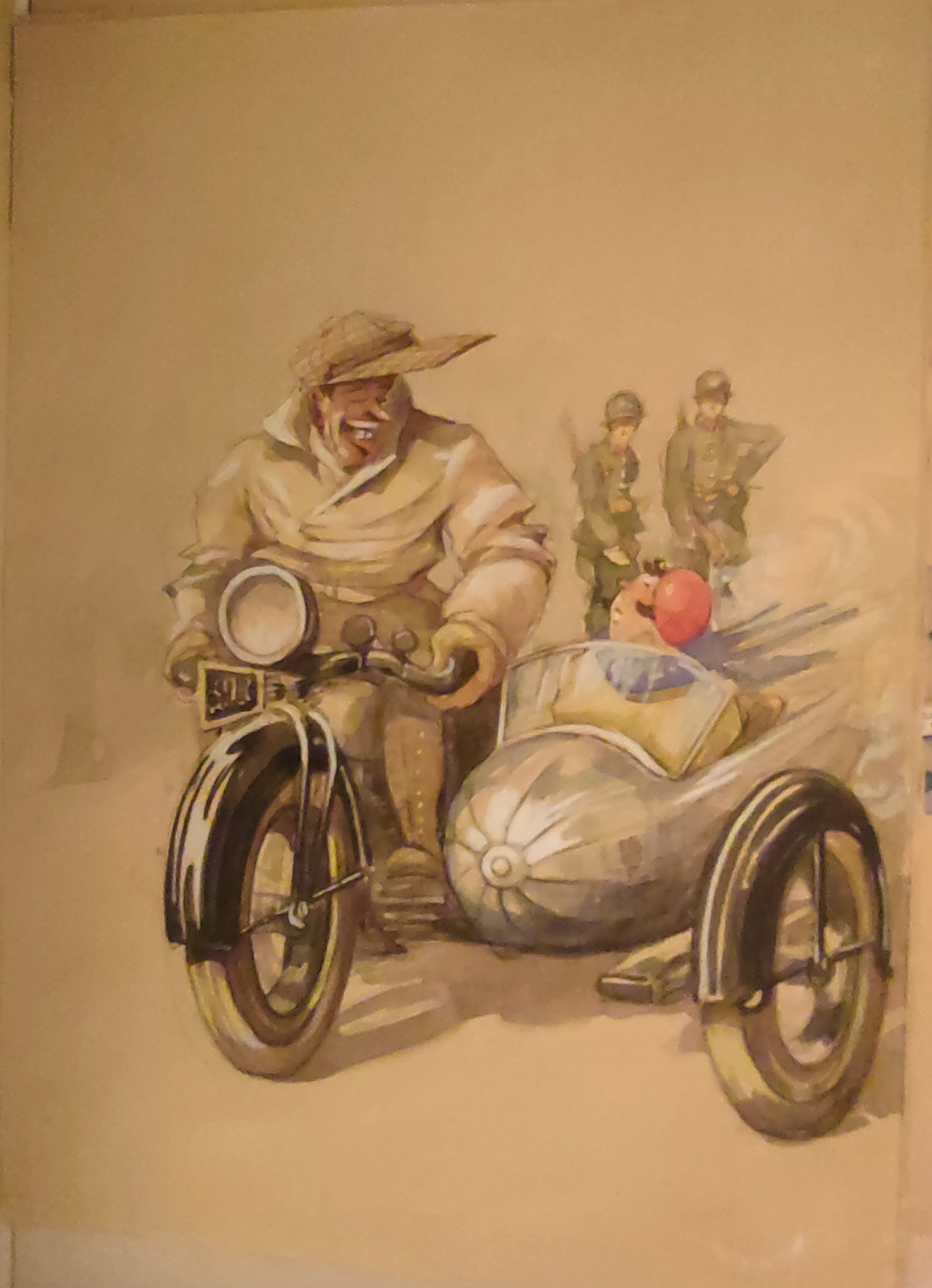
Motocyklista
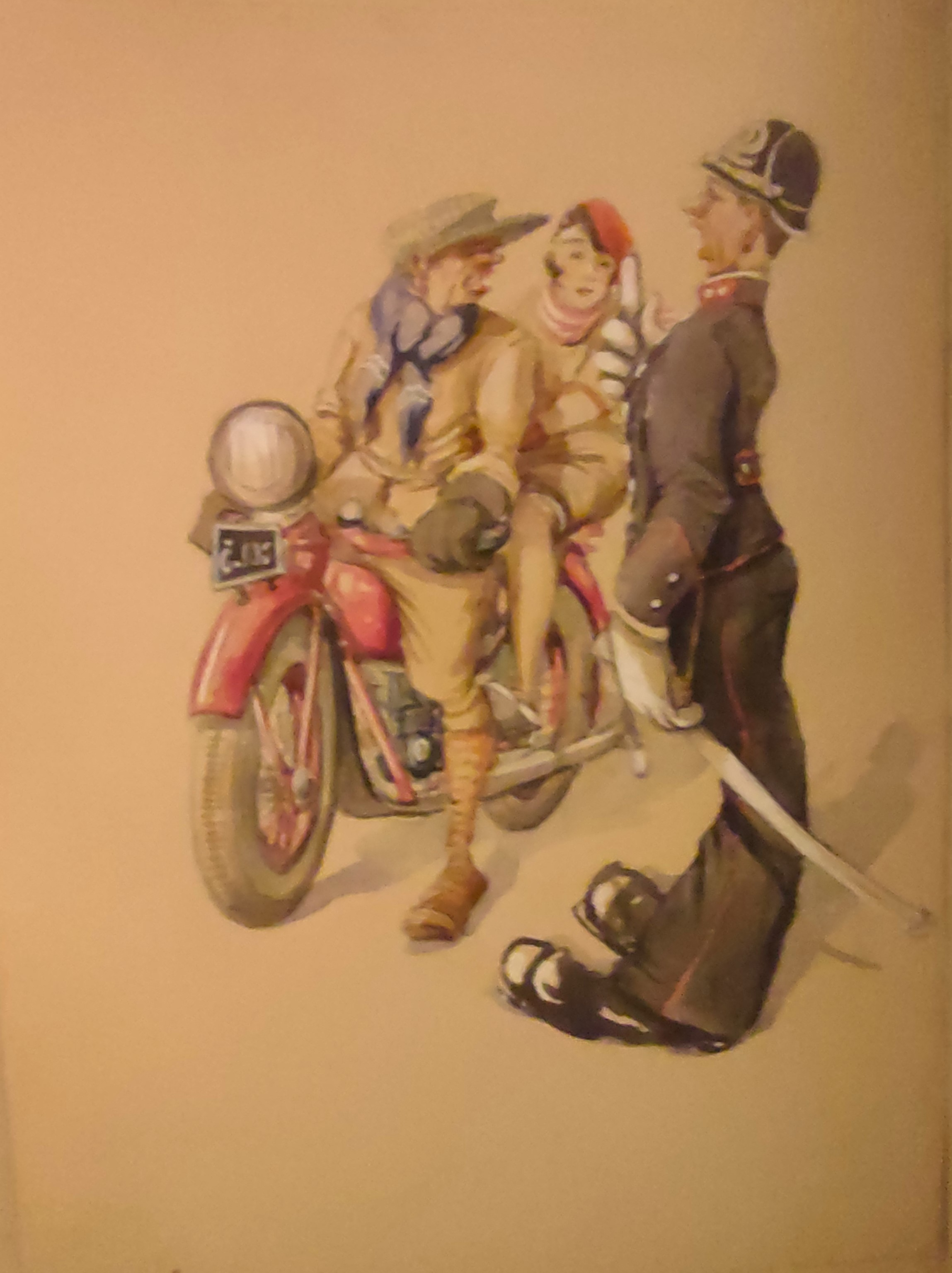
Motocyklista a policista